# 케를리
케를리(Kerli, 1987년 2월 7일 ~ )는 에스토니아의 가수이다.